# Pantà de Barasona
El pantà de Barasona (anomenat a partir del topònim de Barasona, poblet que va quedar submergit per la construcció de l'embassament) o pantà de Joaquín Costa (per Joaquín Costa, defensor de la política hidràulica com a motor de desenvolupament de la Ribagorça) és un embassament del riu Éssera que serveix com a capçalera per al sistema del Canal d'Aragó i Catalunya. Al sud del pantà s'hi troba el Congost d'Olvena.
L'embassament segueix la tipologia de gravetat i aconsegueix una altura de coronació de 99 m en una gola del riu Éssera els vessants de la qual han estat poblats des d'època romana. La seva presa tanca la gola oberta a la serra de la Corrodella. La seva cua arriba fins al poble de Graus, a la confluència de l'Éssera i l'Isàvena. Té una superfície d'embassament de 69 Ha., amb un volum de 92 Hm.3, i la seva presa fa 65 metres d'alçada.
L'embassament s'utilitza també per a activitats recreatives, amb un càmping i establiments per a activitats aquàtiques com el rem i la pesca, als seus voltants.

## Història
La construcció d'un canal de reg per a la Baixa Ribagorça havia estat un projecte il·lustrat des del segle xviii, encara que només es va poder escometre durant el segle xix, sota la intensa pressió social d'intel·lectuals com Joaquín Costa i la seva Lliga de Contribuents de Ribagorça. Inaugurat finalment el 1906 com a Canal d'Aragó i Catalunya, no disposava, però, d'un pantà que permetés un flux constant i segur d'aigua, fet que va motivar demandes posteriors d'un embassament en capçalera.
Durant les dècades següents es va aprovar la llei de regs de 1911 i es van crear les confederacions hidrogràfiques del 1926, tot facilitant el marc legal per a la construcció de l'embassament. Les obres van començar el 1929 i van ser acabades el 1932. Com a molts embassaments, es van produir expropiacions d'alta conflictivitat social, que van generar disputes fins ben entrada la dècada de 1960.
Durant la Guerra Civil espanyola l'exèrcit republicà va volar les portes de la presa per a frenar l'avanç de l'exèrcit franquista.
El sistema posteriorment es va complementar amb els embassaments de Santa Anna (1961) i de Sant Salvador, dissenyats per tal d'augmentar la capacitat de regulació de la conca, que desbordava el volum del Barasona amb el desglaç.